# Bicicleta de bambú

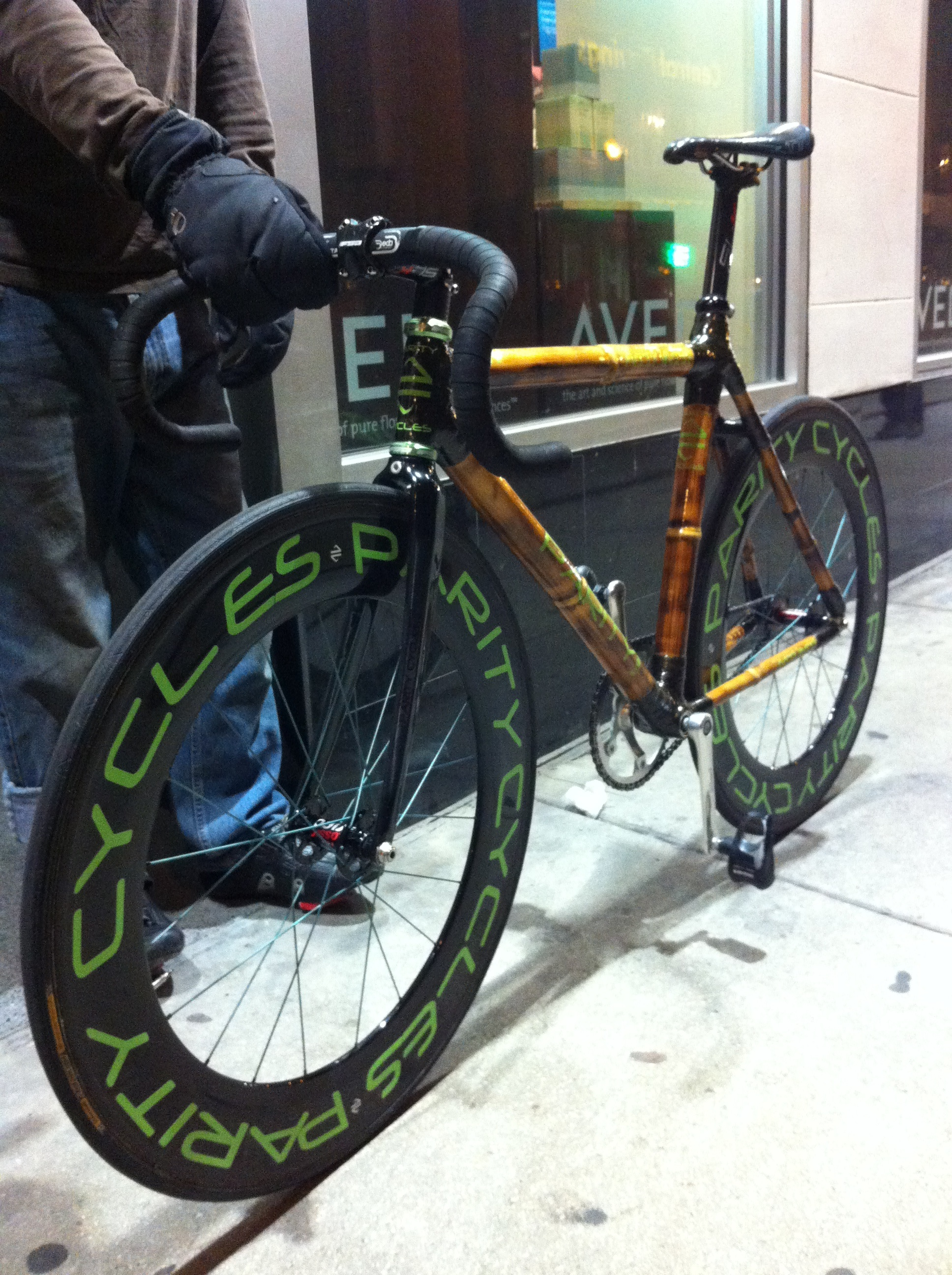
Bicicleta de carreras con marco de bambú envuelto en fibra de carbono

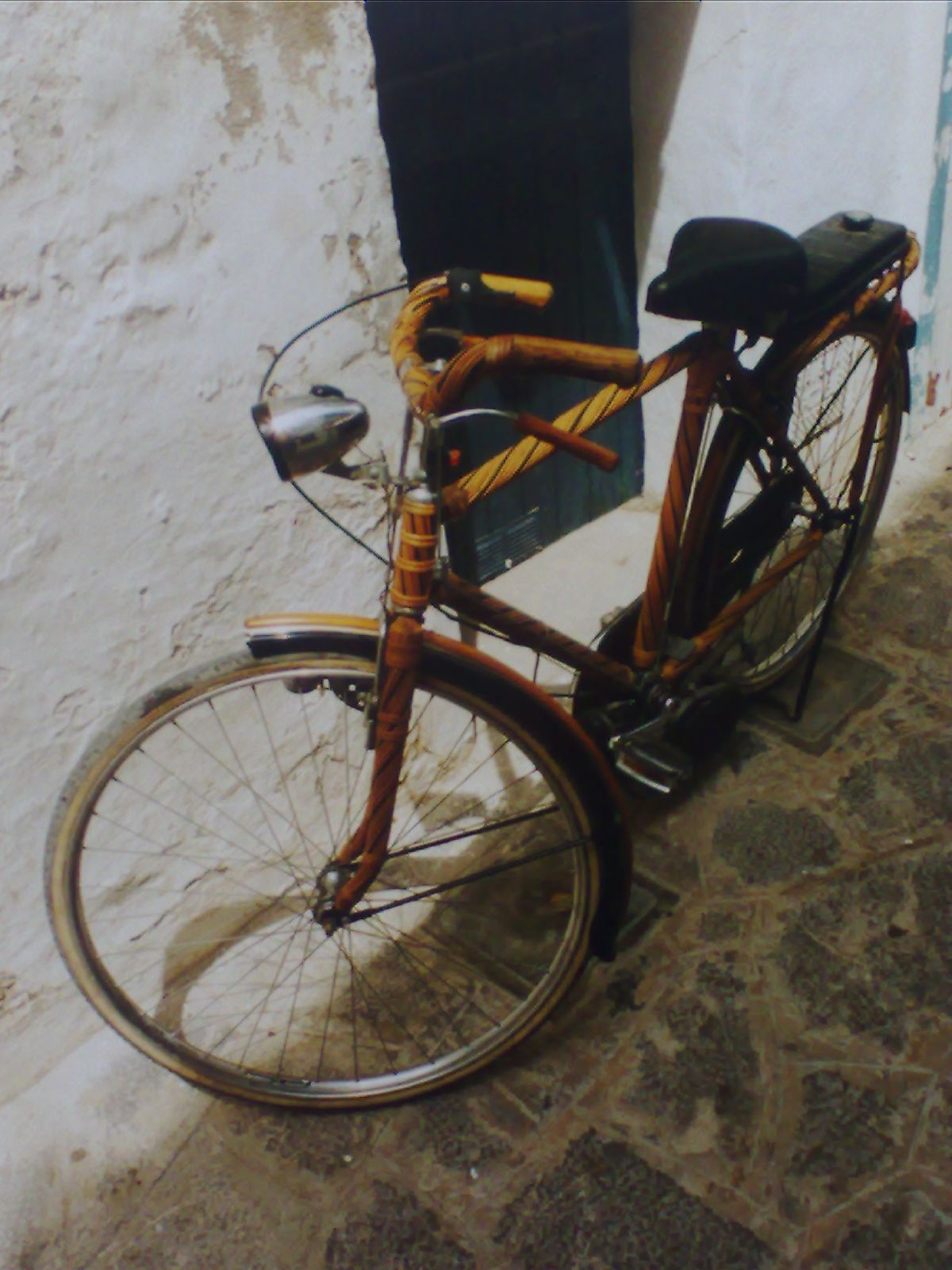
Una bicicleta moderna, envuelta en bambú

Una bicicleta de bambú es una bicicleta con un  cuadro hecho de bambú.  Los principales productores se encuentran en Estados Unidos, América Latina, Asia, y África.

## Características
Las bicicletas de bambú se caracterizan por su bajo nivel de vibración, resistencia al impacto y un aspecto más natural.
La reducción de vibraciones es la característica más atractiva de estas bicicletas. Las bicicletas de bambú ofrecen un suave y cómodo viaje. Como resultado, el bambú se ha utilizado en  bicicleta de pista, bicicleta de montaña y bicicleta de carreras.
El bambú es considerado como un material más amigable con el ambiente que muchos de los materiales convencionales.

## Historia
La bicicleta de bambú fue presentada por primera vez el 26 de abril de 1894. Sin embargo, la patente para hacer una bicicleta de este estilo fue pedida en 1895 en Estados Unidos, para terminar siendo aprobada en 1996. Los creadores de la bicicleta con bambú fueron  August Oberg y Andrew Gustafson
Algunos de los constructores más destacados son: FlavioDeslandes, Calfee Design, Bamboo Bikers y Biomega. Una compañía en Nueva York, la cual es una subsidiaria de Bamboo Bike Project, ofrece talleres de un fin de semana en el cual los participantes pueden construir su propio cuadro de bambú.

## Aspectos Técnicos
Existen diferentes métodos para tratar el bambú  y hacerlo más  resistente. El objetivo de todos los métodos es curarlo y hacerlo más durable. Una compañía ahuma el bambú y lo trata con calor. Otros usan un fogón para hacer lo mismo. Incluso se pueden usar hornos. Para prevenir el daño por agua, el bambú es recubierto por un sellador de poliuretano.
Los extremos de los postes de bambú se pueden unir de diferentes formas. Los primeros modelos usaban uniones de metal, los cuales eran ajustados alrededor de los postes de bambú. Otro método es envolver las uniones con fibras de resina para asegurar los postes de bambú en su lugar correspondiente en el marco.